# Zooming User Interface
La Zooming User Interface (chiamata anche Zoom World) è un'interfaccia utente concepita da Jef Raskin di concezione differente rispetto alla classica interfaccia della simulazione di una scrivania. In questa interfaccia viene abbattuto il concetto di sistema operativo, di nome di file, di programma e di organizzazione secondo directory.
Secondo questo sistema, un utente può navigare attraverso i contenuti del proprio computer attraverso un sistema di zoom. All'accensione del sistema l'utente si trova di fronte a delle isole che rappresentano le proprie possibilità di scelta su dove reperire i dati di cui ha bisogno: un'isola per la memoria centrale, hard disk o altro (tutte queste isole sono debitamente specificate con un nome), un'isola per il cuore del sistema, un'isola per le periferiche, uno per l'accesso a Internet e così via.
L'utente può zoomare sopra i propri dati partendo dalla totalità delle informazioni contenute nel proprio computer e scendere di quota (attraverso zoom in ascesa e in discesa) attraversando i documenti divisi in sezioni, verso la dislocazione del documento; quando l'utente trova le informazioni desiderate può zoomare fino ad arrivare a leggere tutte le informazioni contenute nel documento: questa procedura equivale alla scelta e all'apertura di un documento con un computer avente un sistema a simulazione di scrivania.
Quando il livello di dettaglio presente nell'oggetto ridimensionato viene modificato per adattare le informazioni rilevanti alla dimensione corrente, invece di essere una vista proporzionale dell'intero oggetto, si parla di zoom semantico.
Quando si arriva sopra il documento questo è direttamente modificabile attraverso i comandi appositi. Per esempio nel caso di un documento di testo volandoci sopra sarebbero disponibili i comandi un editor di testo per modificarlo, senza il bisogno di lanciare applicazioni.
Secondo l'autore questo sistema di navigazione dei dati sarebbe più naturale, e asseconderebbe gli studi della cognetica.

## Storia

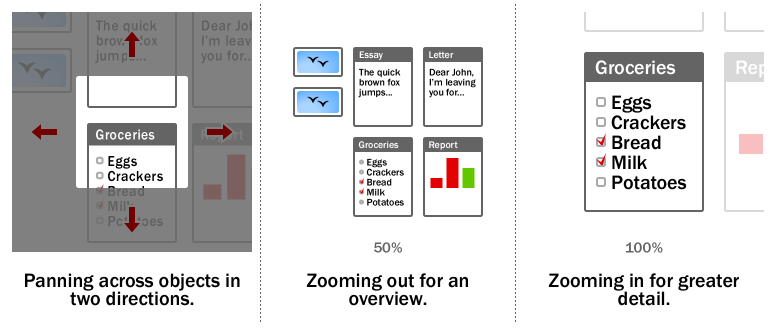
Esempio di ZUI

Ivan Sutherland ha presentato il primo programma per lo zoom e la creazione di strutture grafiche con vincoli e istanze, su un CRT nel suo programma Sketchpad nel 1962. 
Un'interfaccia più generale è stata realizzata dall'Architecture Machine Group negli anni '70 al MIT. Il rilevamento delle mani, il touchscreen, il joystick e il controllo vocale sono stati utilizzati per controllare un piano infinito di progetti, documenti, contatti, video e programmi interattivi. Uno degli esempi di questo progetto si chiamava Spatial Dataland. 
Un altro ambiente GUI degli anni '70, che utilizzava l'idea dello zoom era Smalltalk a Xerox Parc, che aveva infiniti "desktop" (solo successivamente coniati come tali da Apple Computer), che potevano essere ingranditi da una vista a volo d'uccello dopo che l'utente aveva ha riconosciuto una miniatura della configurazione della finestra per il progetto.
Lo sforzo più lungo per creare una ZUI è stato il progetto Pad ++ avviato da Ken Perlin, Jim Hollan e Ben Bederson alla New York University e proseguito presso l'Università del New Mexico sotto la direzione di Hollan. Dopo Pad ++, Bederson ha sviluppato Jazz, poi Piccolo, poi Piccolo2D presso l'Università del Maryland, College Park, che è mantenuto in Java e C #. Gli sforzi ZUI più recenti includono Archy del compianto Jef Raskin, ZVTM sviluppato presso INRIA(che utilizza la tecnica dell'obiettivo Sigma) e la semplice ZUI dell'ambiente di programmazione e del linguaggio Squeak Smalltalk. Il termine stesso ZUI è stato coniato da Franklin Servan-Schreiber e Tom Grauman mentre lavoravano insieme ai Sony Research Laboratories. Stavano sviluppando la prima libreria Zooming User Interface basata su Java 1.0, in collaborazione con il Prof. Ben Bederson, Università del New Mexico e il Prof. Ken Perlin, Università di New York.
GeoPhoenix, una startup di Cambridge, MA, associata al MIT Media Lab, fondata da Julian Orbanes, Adriana Guzman, Max Riesenhuber, ha pubblicato il primo Zoomspace commerciale di massa nel 2002-2003 sul palmare Sony CLIÉ PDA, con Ken Miura di Sony.
Nel 2002 Pieter Muller ha esteso il sistema Oberon con un'interfaccia utente ingrandente e lo ha chiamato Active Oberon System. A causa di problemi di copyright è stato rinominato inizialmente BlueBottle e successivamente A2. 
Nel 2006 Hillcrest Labs ha introdotto il sistema di navigazione televisiva HoME, la prima interfaccia grafica con zoom per la televisione. 
Nel 2007 Live Labs di Microsoft ha pubblicato un'interfaccia utente con zoom per la navigazione web chiamata Microsoft Live Labs Deepfish per la piattaforma Windows Mobile 5.
L'iPhone di Apple (presentato per la prima volta a giugno 2007) utilizza una forma stilizzata di ZUI, in cui la panoramica e lo zoom vengono eseguiti tramite un'interfaccia touch. Uno ZUI più pienamente realizzato è presente in iOS schermata iniziale (a partire da iOS 7), con lo zoom dalla homescreen in cartelle e, infine, alle app. L'app foto rimpicciolisce da una singola foto a momenti, raccolte, anni. E allo stesso modo nell'app Calendario con viste giornaliere, mensili e annuali. Non è un'implementazione ZUI completa poiché queste operazioni vengono applicate a spazi delimitati (come pagine web o foto) e hanno una gamma limitata di zoom e panoramica.
Franklin Servan-Schreiber ha fondato Zoomorama, sulla base del lavoro svolto presso i Sony Research Laboratories a metà degli anni novanta. Il browser per lo zoom per collage di immagini ad alta risoluzione è stato pubblicato in versione Alpha nell'ottobre 2007. Il browser di Zoomorama è tutto basato su Adobe Flash (obsoleto dal 31 dicembre 2020). Lo sviluppo di questo progetto è stato interrotto nel 2010, ma molti esempi sono ancora disponibili sul sito.
Dal 2008 al 2010 GNOME Shell ha utilizzato un'interfaccia utente di zoom per la gestione degli spazi di lavoro virtuali. Questa ZUI è stata infine sostituita da un diverso design basato sullo scorrimento.
Nel 2017 bigpictu.re offre un blocco note infinito (infinito sia in panoramica che in zoom) come applicazione web basata su una delle prime librerie open source ZUI. 
Inoltre l'interfaccia utente di Zircle offre una libreria dell'interfaccia utente open source che utilizza la navigazione zoomabile e forme circolari.